# 데니스 마카로프
데니스 예브게니예비치 마카로프(러시아어: Дени́с Евге́ньевич Мака́ров, 1998년 2월 18일 ~ )는 디나모 모스크바에서 미드필더로 뛰고 있는 러시아의 프로 축구 선수이다.

## 구단 경력
그는 2017년 7월 27일, 첼랴빈스크와의 경기에서 오렌부르크-2 소속으로 러시아 세컨드 리그에 데뷔했다.
그는 2019년 7월 7일, 모르도비야 사란스크와의 경기에서 네프테크히미크 니즈네캄스크 소속으로 러시아 퍼스트 리그 데뷔 전을 치렀다.
2020년 1월 6일, 그는 루빈 카잔과 3.5년 계약을 체결했다. 그는 2020년 3월 1일, 탐보프와의 경기에서 루빈 소속으로 러시아 프리미어리그 데뷔 전을 치렀다. 그는 89분에 흐비차 크바라츠헬리아와 교체 투입되었다. 그는 2020년 7월 5일, 오렌부르크를 상대로 1-0 승리를 거두며 첫 번째 러시아 프리미어리그 골을 기록했다.
2021년 8월 6일, 그는 디나모 모스크바와 5년 계약을 체결했다. 그는 디나모 팬들로부터 2021년 12월, 이달의 선수로 선정되었다.

## 국가대표팀 경력
그는 2021년 UEFA U-21 축구 선수권 대회에서 러시아를 대표하여 조별 예선에서 탈락했다. 마카로프는 대회 스쿼드에 포함되었다.
2021년 5월 11일, 그는 UEFA 유로 2020 예비 연장 30인 러시아 국가대표팀에 포함되었다. 그가 국가대표팀에 소집된 것은 이번이 처음이었다. 2021년 6월 2일, 그는 최종 국가대표팀에 포함되었다. 그는 러시아가 조별 리그에서 탈락하면서 어떤 경기에도 출전하지 못했다.